# 格龙塔尔多
格龙塔尔多（義大利語：Grontardo），是意大利克雷莫纳省的一个市镇。总面积12平方公里，人口1458人，人口密度121.5人/平方公里（2009年）。国家统计（ISTAT）代码为019050。